# Kozubszczyzna
Kozubszczyzna – kolonia w Polsce położona w województwie lubelskim, w powiecie lubelskim, w gminie Konopnica.
| SIMC    | Nazwa     | Rodzaj    |
| ------- | --------- | --------- |
| 1021056 | Motycz    | część wsi |
| 1021062 | Wieniawka | część wsi |

Miejscowość jest sołectwem, siedzibą gminy Konopnica. Według Narodowego Spisu Powszechnego z roku 2011 kolonia liczyła 875 mieszkańców.
W wyniku III rozbioru Polski, do którego doszło w 1795 roku, Kozubszczyzna znalazła się na obszarze zaboru austriackiego. W 1809 wieś została włączona do Księstwa Warszawskiego. W 1815 znalazła się w Królestwie Kongresowym w zaborze rosyjskim.
W latach 1975–1998 miejscowość administracyjnie należała do ówczesnego województwa lubelskiego.
W Kozubszczyźnie znajdują się Urząd Gminy Konopnica, urząd pocztowy, główna siedziba Gminnej Biblioteki Publicznej, ośrodek rehabilitacji bocianów oraz kompleks sportowy. We wsi znajduje się też wąwóz lessowy. 
Wierni Kościoła rzymskokatolickiego należą do parafii Wniebowzięcia Najświętszej Maryi Panny i św. Katarzyny Aleksandryjskiej w Konopnicy.

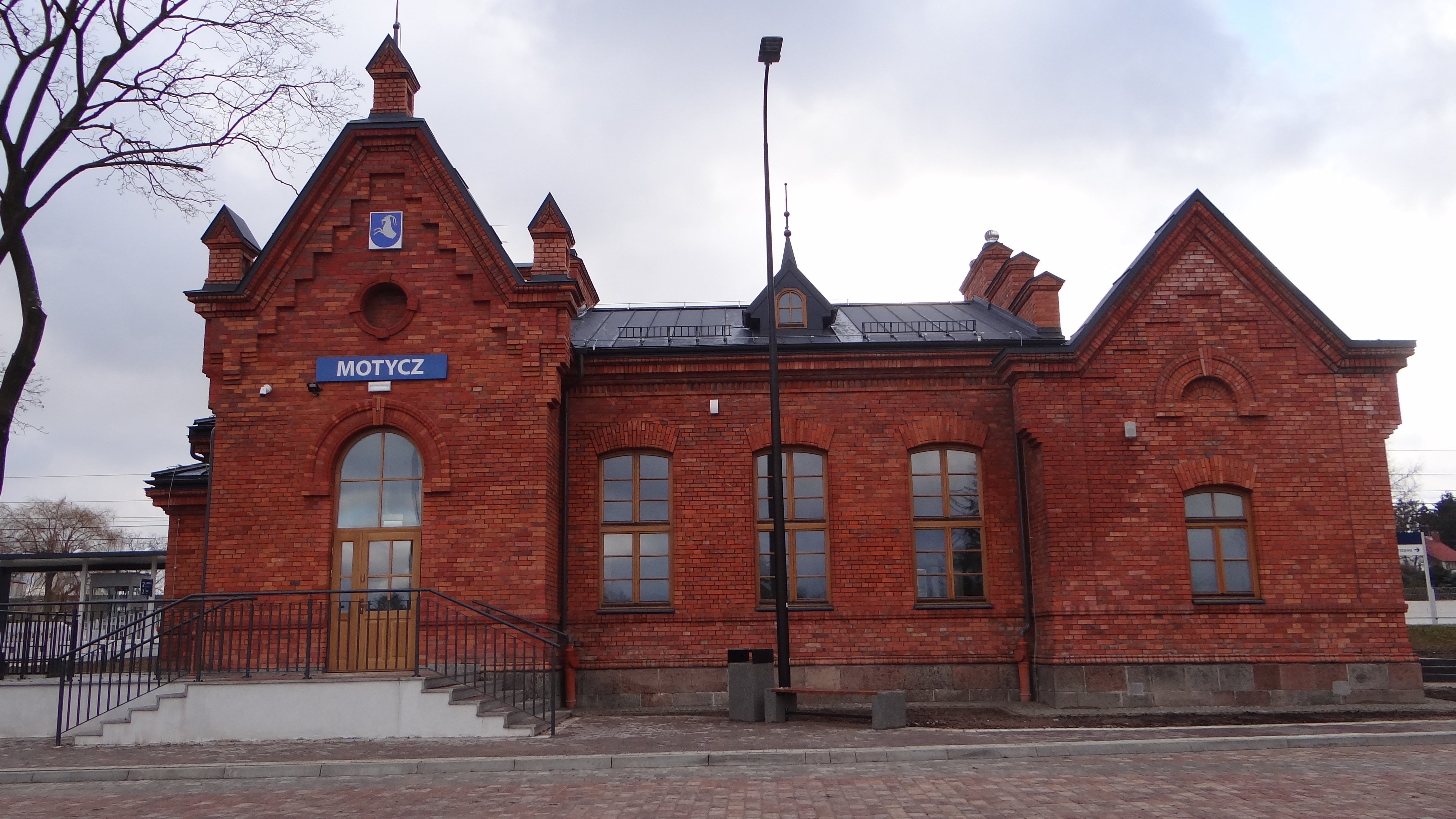
Dworzec kolejowy Motycz leżący w Kozubszczyźnie
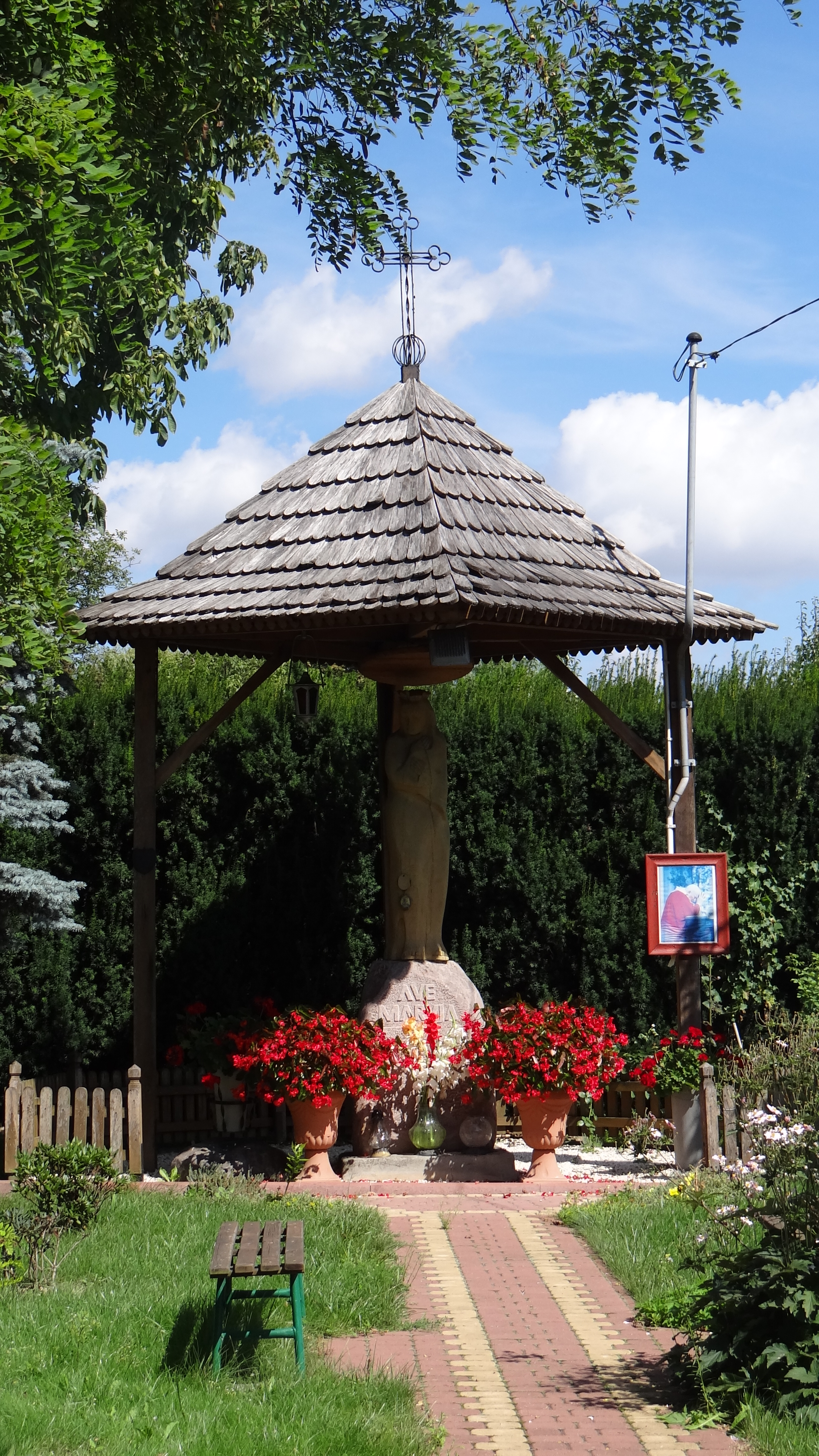
Drewniana figura Matki Boskiej z 1982 roku
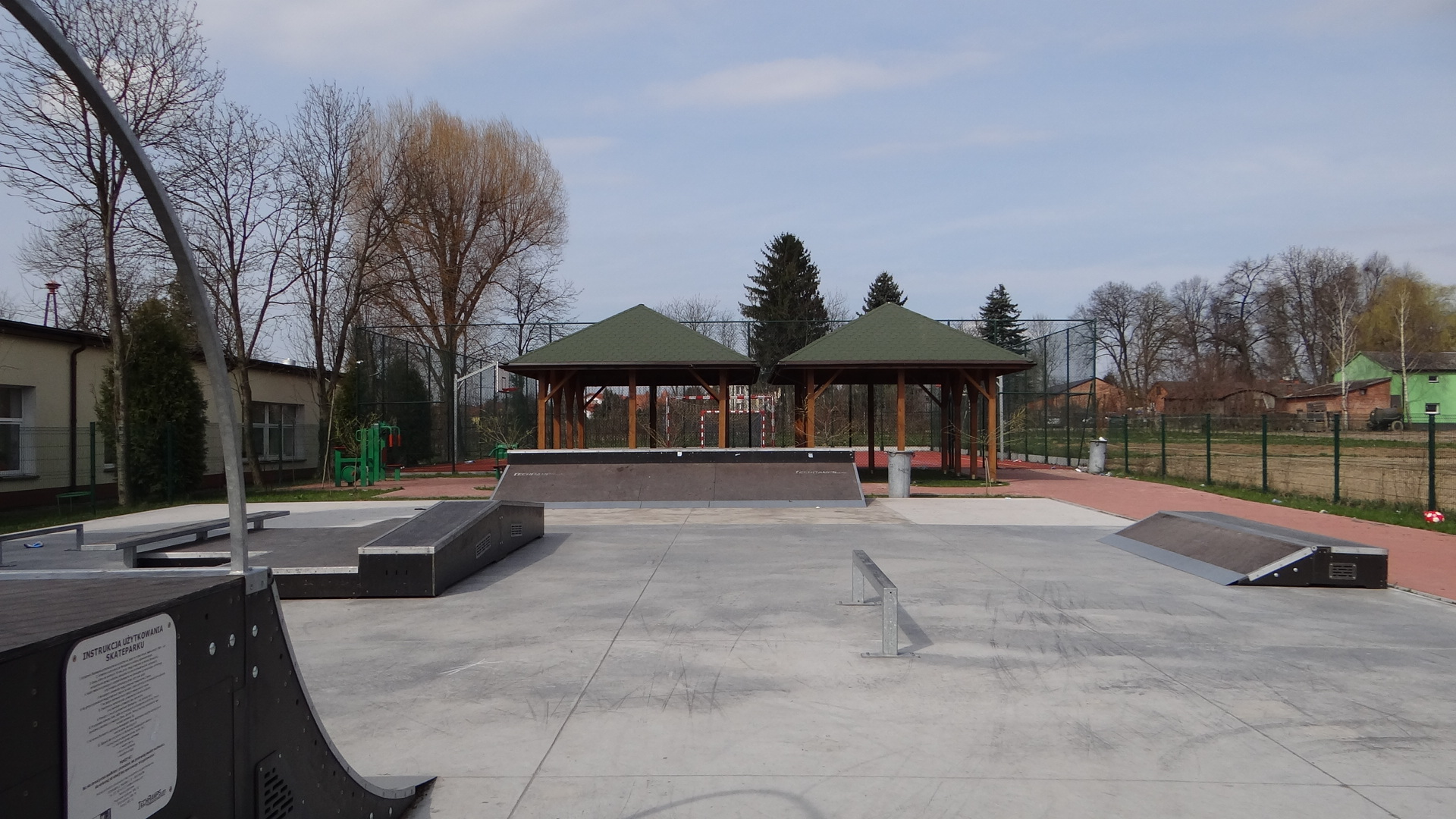
Kompleks sportowy